# За дальний поход
«За дальний поход» — нагрудный знак (ранее — жетон) в Военно-морском флоте Российской Федерации (ранее — Военно-морском флоте СССР).

## История
Прообразом знака «За дальний поход» послужили неофициальные нагрудные знаки «За поход в Англию» для крейсера «Свердлов» и крейсера «Орджоникидзе» с отрядом кораблей. Крейсер «Свердлов» в 1953 году посетил Великобританию во время коронации королевы Елизаветы II, а крейсер «Орджоникидзе» с отрядом кораблей в 1956 году доставил в Лондон советскую правительственную делегацию, прибывшую по приглашению премьер-министра Великобритании Э. Идена. Оба нагрудных знака были изготовлены на Ленинградском монетном дворе.
Решением министра обороны СССР был утверждён жетон «За дальний поход» для награждения военнослужащих ВМФ, участвующих в дальних заграничных походах; в приказе главнокомандующего ВМФ № 161 от 15 июня 1956 года приводилось положение о жетоне и его описание. В ноябре 1957 года вышел новый приказ главнокомандующего ВМФ, вводивший и новое положение о жетоне. В приложении к нему уточнялись критерии дальнего похода, но описание жетона осталось без изменений. Очередным приказом от января 1961 года дополнялось описание жетона, а именно вводился вариант для моряков-подводников («…помещено барельефное изображение силуэта подводной лодки (крейсера) стального цвета…»). В новом положении уточнялось, что жетоном награждаются «наиболее отличившиеся военнослужащие и служащие ВМФ за участие в дальних и специальных походах на боевых кораблях и вспомогательных судах ВМФ. Награждению подлежит личный состав корабля (судна), курсанты военно-морских учебных заведений и слушатели военно-морских академий, проходящих практику на кораблях, а также военнослужащие и служащие ВМФ, прикомандированные на время похода». Этот приказ действовал очень короткое время, и уже в мае 1961 года вышел новый (приказ главнокомандующего ВМФ № 149 от 22 мая 1961 года), окончательно закрепляющий разделение жетонов на два вида: с изображением подводной лодки для награждения личного состава подводных лодок и с изображением крейсера для личного состава надводных кораблей (судов).
В апреле — мае 1970 года ВМФ СССР проводил крупнейшие манёвры под кодовым названием «Океан». Это были самые широкомасштабные манёвры ВМФ, которые охватили акватории Атлантического и Тихого океанов, Баренцева, Северного, Охотского, Японского, Филиппинского, Средиземного, Чёрного и Балтийского морей. К участию в них привлекалось несколько сотен подводных лодок, в том числе большое количество атомных, надводных кораблей различных классов и десятки вспомогательных судов. По окончании манёвров все их участники были награждены памятным жетоном «За дальний поход», к которому снизу на двух колечках крепилась волнообразная подвеска с надписью «ОКЕАН» (приказ главнокомандующего ВМФ № 170 от 5 мая 1970 года).
В июне 1971 года на южном берегу Крыма силами Черноморского флота, Каспийской флотилии, войсками Белорусского и Одесского округов проводились учения «Юг». В ходе них министр обороны СССР А. А. Гречко посетил корабли, несущие боевую вахту в Средиземном море. По результатам учений последовал приказ: «Всех адмиралов, генералов, офицеров, старшин и матросов, участников похода и совещания с Министром обороны СССР в Средиземном море, а также наиболее отличившихся в учении „Юг” военнослужащих Краснознамённого Черноморского флота и Краснознамённой Каспийской флотилии наградить памятным жетоном „За дальний поход” с подвеской „Юг”». Памятный жетон представлял собой жетон «За дальний поход» (с силуэтом подводной лодки или крейсера), к которому снизу на двух колечках крепилась волнообразная подвеска голубого цвета, в центре который находилась красная звезда с надписью «ЮГ».

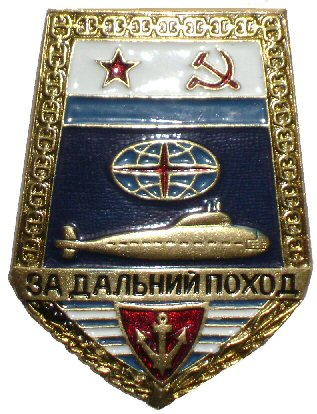
Нагрудный знак образца 1976 года для моряков-подводников

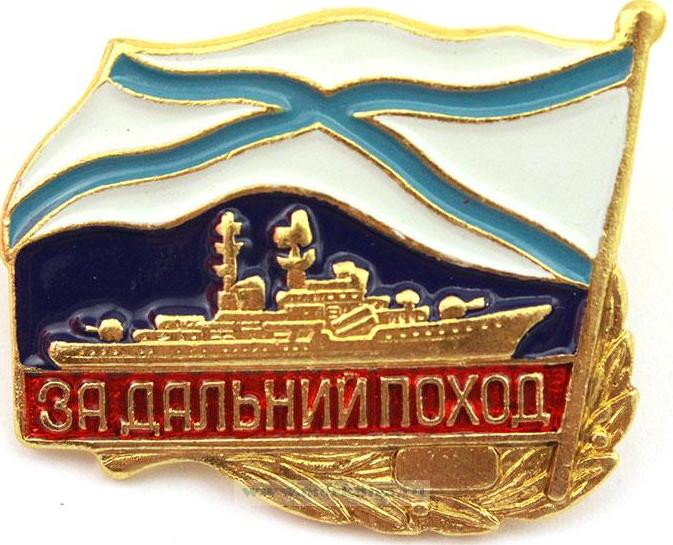
Современный нагрудный знак

Жетоном также награждались ветераны ВМФ. Так, в 1974 году отмечалось 50-летие первого похода военных кораблей Рабоче-Крестьянского Красного Флота с официальным дружеским визитом в порт иностранного государства: 1924 году по решению Советского правительства крейсер «Аврора» и учебное судно «Комсомолец» совершили переход из Кронштадта в Архангельск с заходом в норвежские порты Берген и Тронхейм. Приказом главнокомандущего ВМФ № 272 от 30 июня 1974 года офицеры и адмиралы – участники этого плавания были награждены жетоном «За дальний поход».
В январе 1976 года главнокомандующий ВМФ довёл решение министра обороны СССР об учреждении нового образца нагрудного знака (а не жетона) «За дальний поход»: согласно приказу, знак «… имеет форму пятиугольного щита, обрамлённого с трёх сторон якорной цепью. Нижние грани обрамлены дубовой и лавровой ветками. Знак выполнен из золотистого металла и покрыт цветными эмалями. На синем поле щита помещены: в верхней части – Военно-морской флаг СССР; под ним изображение Мирового океана с сеткой меридианов, параллелей и стрелками компаса золотистого цвета. Под изображением Мирового океана помещен барельеф надводного корабля (подводной лодки) золотистого цвета; между боковыми гранями щита в нижней части помещена пластинка золотистого цвета, на которой размещена надпись: „ЗА ДАЛЬНИЙ ПОХОД” чёрного цвета. В нижней части знака голубой треугольник с тремя белыми полосками, в центре которого красный щит с ободком и якорем золотистого цвета». Новый образец не пользовался популярностью во флоте и неофициально назывался «лопатой». В августе 1987 года очередным приказом были изменены критерии дальнего похода, а в качестве материала для изготовления нагрудного знака указан томпак. Изготавливался на заводе «Победа».
После распада СССР нагрудный знак был переучреждён приказом Минобороны России № 123 от 21 марта 1996 года. Согласно приказу, им награждаются наиболее отличившиеся, высокодисциплинированные военнослужащие и гражданский персонал ВМФ за участие в дальних походах на кораблях и судах ВМФ при условии, что задачи успешно выполнены. Знак носится на правой стороне груди, награждение производится только один раз, в случае утраты новый нагрудный знак не выдаётся. По сравнению с образцами времён СССР флаг был изменён на Андреевский, поменялись силуэты надводного корабля и подводной лодки, а также был предусмотрен щиток, на котором должен гравироваться год похода.
В 1996 году отмечалось 300-летие Российского Флота. К юбилею были выпущены знаки «За дальний поход» с лентообразной подвеской, на которой размещались слова «ФЛОТУ РОССИИ» чёрным шрифтом, а между ними овальный красный щит с числом 300. Небольшая партия таких памятных знаков была изготовлена из серебра, на подвеске нанесено клеймо с пробой.
В 2009 году был выпущен вариант знака, вручавшегося по результатам учений «Запад-2009».

## Льготы
Существует противоречивая судебная практика относительно права лиц, награждённых нагрудным знаком (жетоном) «За дальний поход», на получение звания «Ветеран труда». По общему правилу одним из условий присвоения звания «Ветеран труда» является награждение ведомственными знаками отличия; ведомственными знаками отличия Минобороны России признаются только те медали, в пункте 1 положения о которых (утверждённом приказом Министра обороны Российской Федерации) указано «является ведомственным знаком отличия». Иные медали и знаки, в том числе знак «За дальний поход», таковыми не считаются. Таким образом, награждение знаком «За дальний поход» не является основанием для присвоения звания «Ветеран труда». Верховный суд Российской Федерации в определении от 2 августа 2013 года по делу № 34-КПЗ-6 вынес решение не в пользу истца-ветерана ВМФ. В то же время ряд судов первой инстанции выносили решения в пользу заявителей .

## Критерии дальнего похода

### В СССР

#### 1956
- Для Черноморского флота — плавание за пределы проливов Босфор и Дарданеллы.
- Для Северного флота — плавание за пределы Баренцева моря.
- Для Балтийского флота — плавание за пределы Датских проливов.
- Для Тихоокеанского флота — плавание за пределами Охотского и Японского морей.

#### 1957
- Участие в заграничных походах на боевых кораблях флотов с официальным визитом в иностранные порты, дальностью не менее 2000 миль от места базирования до пункта назначения.
- Участие в дальних походах на боевых кораблях флотов протяженностью не менее 4000 миль от места базирования до пункта назначения.
- Участие в непрерывном плавании не менее 30 суток.

#### 1961
- Для Черноморского флота – плавание за пределами Средиземного моря.
- Для Северного, Балтийского флота и Ленинградской военно-морской базы — плавание в Атлантическом океане к юго-западу от линии мыс Фарвель (Гренландия) — Брест (Франция).
- Для Тихоокеанского флота – плавание за пределами 3000 миль от пункта базирования (выхода).
- Для всех кораблей и судов ВМФ — переход с одного театра на другой Северным морским путём.

#### 1987
- Для всех кораблей и судов ВМФ — переход с одного морского театра на другой.
- Для подводных лодок — поход без захода в пункты базирования, составляющий по времени три четверти и более от полной автономности подводной лодки данного проекта;
- Для надводных кораблей 3-го ранга и судов водоизмещением до 1000 тонн — поход продолжительностью не менее 30 суток с выходом за пределы 500-мильной зоны от пункта базирования.
- Для надводных кораблей 1-го, 2-го ранга и судов водоизмещением более 1000 тонн — поход продолжительностью не менее 45 суток с выходом:

— кораблей и судов Северного флота – за пределы Норвежского моря;
— кораблей и судов Тихоокеанского флота — за пределы 3000-мильной зоны от пункта базирования;
— кораблей и судов Черноморского флота — за пределы Эгейского моря;
— кораблей и судов Балтийского флота и Ленинградской военно-морской базы — за пределы Северного моря.
- Специальным походом считается поход корабля (судна) с официальным визитом в порты иностранных государств, а также поход в особо сложных условиях[1].

### В Российской Федерации
- Для всех кораблей и судов военно-морского флота — переход с одного морского театра на другой.
- Для подводных лодок — поход без захода в пункты базирования, составляющий по времени более половины от полной автономности подводной лодки данного проекта.
- Для надводных кораблей 3-го ранга и судов водоизмещением до 1000 тонн — поход продолжительностью не менее 30 суток с выходом за пределы 500-мильной зоны от пункта базирования.
- Для надводных кораблей 1-го, 2-го ранга и судов водоизмещением более 1000 тонн — поход продолжительностью не менее 45 суток с выходом:

— кораблей и судов Северного флота — за пределы Норвежского моря;
— кораблей и судов Тихоокеанского флота — за пределы 3000-мильной зоны от пункта базирования;
— кораблей и судов Черноморского флота и Новороссийского военно-морского района (до 1997 года) — за пределы Эгейского моря;
— кораблей и судов Балтийского флота — за пределы Северного моря.